# ヘレロ

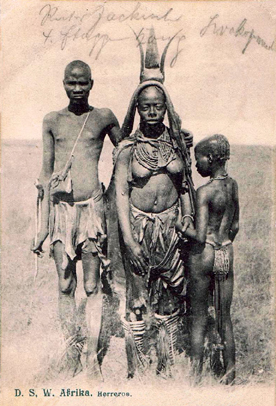
19世紀後半に撮影されたヘレロ人

ヘレロ（Herero）は、バントゥーに属する民族。大部分がナミビアに居住。農業、商業、専門職等に従事。

## 区分
民族的、階級的に以下の区分が存在
- Ovahimba
- Ovatjimba (階級クラス)
- Ovambanderu
- vaKwandu

- アンゴラ地域のヘレロ
  - vaKuvale
  - vaZemba
  - Hakawona
  - Tjavikwa
  - Tjimba(貧困層)

- ヒンバ族 - 一般的にナミビア・アンゴラ国境域で家畜業の為に移住する

植民時代にヨーロッパ人はこれらの区分を異なる民族と定義しようとしたが、ヘレロの人々はオーバーヘレロ（Overherero）として一つの民族と認識している。

## 歴史
- 17 - 18世紀、ヘレロは東方より現ナミビア地域へ移住、家畜業（放畜業）で生活。
- 19世紀初頭、ナマクア族が南アフリカより移住
- 19世紀後半、ヨーロッパ人は永住の為に移住、ドイツ人はヘレロの土地を農業の為に獲得
- 1883年、商人アドルフ・リューデリッツ はヘレロと後にドイツ植民運動の元になる契約を締結。ヘレロの土地はドイツ領南西アフリカとなる

- 以降、土地、水、差別等の問題でヘレロとドイツ植民者間で対立が頻発

### 虐殺
- 1904年、ヘレロとナマクア反独による戦争

65,000人のヘレロ、10,000人のナマクア、1,749人のドイツ人が死亡
ヘレロ総人口は1／4に縮小
- 2004年、ヘレロ戦争100周年を記念して、ドイツ経済協力・開発大臣ハイデマリー・ヴィーチョレック＝ツォイルは、追悼と謝罪の意を全ドイツ人を代表して表すが、ヘレロは財政的賠償を求める

## 脚註
1. ↑  Herero - Minnesota State University Archived 2010年5月31日, at the Wayback Machine.